# Nevada State Route 487

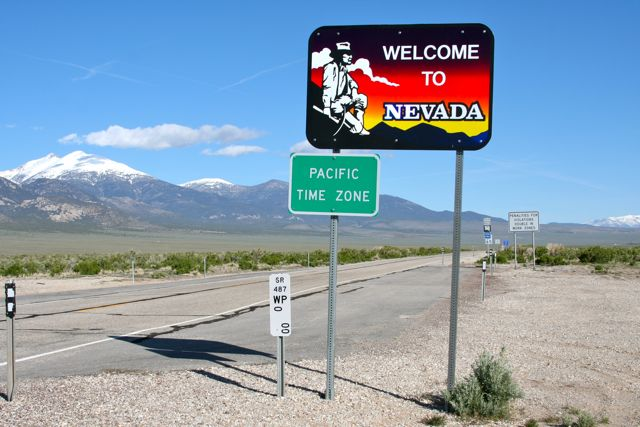
Beginn der Nevada State Route 487 mit Wheeler Peak

Die Nevada State Route 487 – als Baker Road bekannt – ist ein Highway im Osten des Bundesstaates Nevada. Sie beginnt an der Einmündung der unbefestigten Silver Creek Road in den U.S. Highway 6 / U.S. Highway 50 wenige Kilometer westlich der Grenze zum Bundesstaat Utah und endet nordwestlich von Garrison auf der Utah State Route 21. Auf einer Länge von nur 18,5 km verläuft sie in südöstlicher Richtung an der Westseite des Great-Basin-Nationalparks entlang. In Baker – der einzigen Ortschaft im Straßenverlauf – mündet die State Route 488 ein, welche die Hauptzufahrt zum Nationalpark darstellt. Die Baker Road ist als Nevada Scenic Byway ausgewiesen.